# Антків Зиновій-Богдан Богданович
Зиновій-Богдан Богданович Антків (6 квітня 1942, с. Острів, нині Тернопільського району Тернопільської області — 13 травня 2009, Київ) — український хоровий диригент. Народний артист Української РСР (1991). Кавалер ордена «За заслуги» 3-го ступеня (1999).

## Життєпис
Син Антківа Богдана Михайловича.
У 1959–1961 роках навчався у Тернопільському музичному училищі. Закінчив Львівську консерваторію (1969, кл. Миколи Колесси). 1969–1984 — хормейстер капели «Думка», від 1984 — художній керівник, диригент, головний диригент Державної чоловічої хорової капели ім. Л. Ревуцького (м. Київ).
З 1984 по 2009 роки був незмінним диригентом Державної академічної чоловічої хорової капели України ім. Ревуцького. При хорі в 1989 році створив ансамбль «Боян» та юнацький хор. З цими колективами гастролював у різних країнах, брав участь у міжнародних фестивалях, записав компакт-диски народної і духовної музики.
Похований у містечку Вишневому під Києвом.